# بطولة العالم لسباق الدراجات على الطريق 1975
بطولة العالم لسباق الدراجات على الطريق 1976 هي الدورة ال49 من بطولة العالم لسباق الدراجات على الطريق، أجريت في أوستوني، إيطاليا.

## برنامج المسابقات
رجال
- سباق الطريق ضد الساعة.
- سباق الطريق ضد الساعة للفرق.

سيدات
- سباق الطريق المداري.

شبان
- سباق الطريق المداري للشبان.

## النتائج النهائية
| المسابقة              | ذهبية                           | فضية                      | برونزية                |
| --------------------- | ------------------------------- | ------------------------- | ---------------------- |
| الرجال                |                                 |                           |                        |
| سباق الطريق ضد الساعة | فريدي مارتينس (بلجيكا)          | فرانشيسكو موزر (إيطاليا)  | تينو كونتي (إيطاليا)   |
| الفريق البطل          |                                 |                           |                        |
| السيدات               |                                 |                           |                        |
| سباق الطريق المداري   | Keetie van Oosten-Hage (هولندا) | Laura Bissoli (إيطاليا)   | إيفون رايندرز (بلجيكا) |
| شبان                  |                                 |                           |                        |
| سباق الطريق المداري   | Ronald Bessems (هولندا)         | Corrado Donadio (إيطاليا) | Jiri Korous (TCH)      |